# Alexis Ricouard
Pour les articles homonymes, voir Ricouard.
Alexis Madeleine Jean Charles Ricouart ou Dericouart (accolement de la particule pendant la période révolutionnaire), né le 28 janvier 1763 au château de Villeroy et déclaré décédé à Goeding (aujourd’hui Hodonín), petite ville établie sur la March à la frontière entre la Tchéquie et la Slovaquie, fut un gendarme français qui a servi durant le Premier Empire.

## Biographie
Il est le fils de Charles Ascension Ricouart (1728 † 1781) et de Madeleine Julie de Pantin de Landemont. 

## Carrière
- Garde national à Meaux le 16 novembre 1789 dans la garde nationale de Seine-et-Marne :
- 10e régiment de cavalerie en 1792
- Gendarmerie nationale, devenue gendarmerie impériale en 1804 :
- Compagnie de Meaux : gendarme à cheval à la 1re brigade de Meaux le 11 février 1795, arrivé à l’unité le 14 mai 1795
- Compagnie de Seine-et-Marne : gendarme à cheval à la 1re brigade de Meaux le 10 juin 1797
- 4e compagnie de gendarmerie coloniale : gendarme à cheval au dépôt du Havre le 10 janvier 1803
- Compagnie de gendarmerie coloniale : gendarme à cheval à la prévôté de l’armée de Hanovre (commandé par le général Mortier) à la garnison de Hamelt le 4 juin 1803
- Gendarme à cheval à la prévôté du 1er corps (commandé par le maréchal Bernadotte) de la Grande Armée le 29 août 1805.

Tué à l’ennemi en chargeant avec un brigadier et trois gendarmes un détachement de soixante cosaques sur la route d’Austerlitz à Göding (Moravie), le 8 décembre 1805.

### Citation
Cité dans l’ordre général du  Maréchal Moncey , premier inspecteur général de la gendarmerie impériale, du 25 février 1806 :

« Les gendarmes de la force publique de l’armée de Hanovre, faisant partie de la garnison de Hameln, se sont aussi montrés d’une manière distinguée. Le 17 frimaire, soixante cosaques au moins chargèrent un brigadier et quatre gendarmes. Ceux-ci firent une vigoureuse résistance, et contribuèrent à repousser les assaillants, qui se sont retirés avec perte de plusieurs morts. Le brigadier Genin et le gendarme Dericouart furent percés de plusieurs coups de lance et restèrent sur place. Un troisième gendarme (Dispas) a été blessé. »

### Campagnes
Armées de la République : 1792-1795
Armée de Hanovre : 1803-1805
Grande Armée (Autriche) : 1805

### Combats
Prise de Munich (12 octobre 1805), prise de Salzbourg (30 octobre 1805), bataille d’Austerlitz (2 décembre 1805), combat près de Göding (8 décembre 1805)

## Situation de famille
marié

Taille : 1,732 mètre

## Honneur
- Son nom est inscrit à la page 101 du Livre d’Or de la gendarmerie, 1791-1912
- La 417e promotion d’élèves-gendarmes de  l’école de sous-officiers de Chaumont a été baptisée Gendarme-Alexis-Dericouart le 22 septembre 2006.